# Navajo megye
Navajo megye az Amerikai Egyesült Államokban, azon belül Arizona államban található. Megyeszékhelye Holbrook, legnagyobb városa Show Low. Lakosainak száma 106 717 fő (2020. április 1.). Navajo megye Apache, Graham, Gila, Coconino és San Juan megyékkel határos.

## Népesség
A megye népességének változása:
| Lakosok száma | 107 627 | 107 232 | 106 878 | 107 322 | 108 277 | 106 717 |
|               | 2010    | 2011    | 2012    | 2013    | 2015    | 2020    |